# Tetsu Yamauchi
Tetsu Yamauchi (山内 テツ,), né le 21 octobre 1946 à Fukuoka au Japon, est un bassiste japonais à la retraite.
Tetsu est né à Fukuoka, au Japon. À la fin des années 1960, il joue avec Mickey Curtis et son groupe appelé Samurai. Son implication avec ce groupe l'a amené à travailler comme musicien de session à Tokyo et à Londres. Il est devenu ami avec Ginger Baker et Alan Merrill. En 1972, il a enregistré l'album Kossoff, Kirke, Tetsu and Rabbit  avec le guitariste Paul Kossoff et le batteur Simon Kirke du groupe Free et le claviériste  John "Rabbit" Bundrick. Il a ensuite rejoint le groupe pour leur dernier album Heartbreaker. Par la suite, il a remplacé Ronnie Lane pour The Faces en tant que bassiste, mais selon Ian McLagan, le recrutement de Yamauchi s'est avéré être une erreur, car il n'était pas le bon type de musicien et avait été engagé pour remplacer Lane sans le reste du groupe ne puisse l'écouter ou le rencontrer d'avance et c'était trop rapide. De plus, McLagan a déclaré que Yamauchi était un fêtard qui pensait que ce serait une question de consommation d'alcool lorsque McLagan, Rod Stewart, Ronnie Wood et Kenney Jones ont tenté de minimiser la consommation d'alcool et d'être plus créatifs. Pete Buckland pense que Phil Chen, plus polyvalent, aurait peut-être été un meilleur choix de bassiste de remplacement, mais McLagan n'était pas d'accord et pensait que cela n'aurait pas fonctionné avec Chen, mais a concédé que Yamauchi n'était pas un bon choix. S'ils étaient allés à Londres avant de le prendre comme remplaçant, ils auraient peut-être trouvé un bassiste décent après la démission de Lane. Selon Stewart, Yamauchi était "un gentil Japonais qui parlait à peine l'anglais", mais à cause de son incapacité à parler la même langue que ses collègues, ils avaient du mal à comprendre comment il se sentait. 
Après que le groupe se soit séparé, Yamauchi a continué à travailler comme musicien de session.
À la fin des années 1970, Yamauchi est retourné au Japon, continuant à travailler comme musicien de session, à tourner et à enregistrer avec des groupes et des artistes tels que le Good Times Roll Band avec Gary Pickford-Hopkins au chant, ex-Wild Turkey. Par la suite, Tetsu a pris sa retraite de l'industrie de la musique au milieu des années 1990 et a déménagé à la campagne avec sa famille pour vivre une vie tranquille, refusant de parler à la presse. Il considère comme juvénile et vaniteux que les personnes de son âge continuent à jouer du rock and roll et refuse les invitations à participer à une réunion des Faces.

## Discographie
Solo
- 1972 : Tetsu
- 1976 : Kikyou
- 1992 : Dare Devil
- 1998 : Friends
- 2009 : Tetsu & The Good Times Roll Band Live - Enregistré en 1976, avec Gary Pickford-Hopkins au chant.

Samurai
- 1970 : Samurai
- 1971 : Kappa

Avec Kossoff, Kirke, Tetsu and Rabbit
- 1972 : With Kossoff, Kirke, Tetsu and Rabbit

Free ;
- 1973 : Heartbreaker

Faces
- 1974 : Coast to Coast: Overture and Beginners
- 1974 : You Can Make Me Dance, Sing or Anything
- 2004 : Five Guys Walk into a Bar... (coffret) Il apparaît sur de nombreux morceaux live et studio inédits de 1973 à 1975.